# Liste der Kulturdenkmäler in Merxheim (Nahe)
In der Liste der Kulturdenkmäler in Merxheim sind alle Kulturdenkmäler der rheinland-pfälzischen Ortsgemeinde Merxheim aufgeführt. Grundlage ist die Denkmalliste des Landes Rheinland-Pfalz (Stand: 2. August 2023).

## Denkmalzonen
| Bezeichnung                    | Lage                                          | Baujahr | Beschreibung                               | Bild |
| ------------------------------ | --------------------------------------------- | ------- | ------------------------------------------ | ---- |
| Denkmalzone Jüdischer Friedhof | südwestlich des Ortes; Flur Auf Rothhell Lage | 1830    | Areal mit 51 Grabsteinen von 1830 bis 1936 | BW   |

## Einzeldenkmäler
| Bezeichnung                           | Lage                                     | Baujahr         | Beschreibung | Bild                           |
| ------------------------------------- | ---------------------------------------- | --------------- | --- | ------------------------------ |
| Hofanlage                             | Bachstraße 17 Lage                       | um 1574         | Hofanlage; Renaissancebau, um 1574 | BW                             |
| Treppenturm                           | Großstraße, an Nr. 28 Lage               | 1572            | Treppenturmrest, spätgotisch, bezeichnet 1572 | BW                             |
| Rathaus                               | Großstraße 30/32/34 Lage                 | 1570            | Rathaus, Renaissancebau, 1570, Torbogen 1779 | Fotos hochladen                |
| Wohnhaus                              | Hahnenstraße 4 Lage                      | 18. Jahrhundert | barocker Krüppelwalmdachbau, Fachwerk verputzt, 18. Jahrhundert | BW                             |
| Hofanlage                             | Hauptstraße 4 Lage                       | 1811            | Einfirstanlage; Krüppelwalmdachbau, teilweise verschiefertes Fachwerk, bezeichnet 1811 | BW                             |
| Evangelische Kirche                   | Hauptstraße 17 Lage                      | 1874            | neugotischer Sandsteinquaderbau, 1874 | weitere Bilder Fotos hochladen |
| Katholische Pfarrkirche St. Borromäus | Hauptstraße 19 Lage                      | 1791 ff.        | ehemaliges Schloss der Vögte von Hunolstein, langgestreckter klassizistischer Putzbau, 1791 ff., im Ostteil 1817 Einbau der katholischen Pfarrkirche St. Borromäus, im Westteil katholische Schule, Dachreiter 1865, neuklassizistischer Turm 1919 | weitere Bilder Fotos hochladen |
| Torbögen                              | Hauptstraße, zwischen Nr. 22 und 26 Lage | 1592            | Renaissance-Torbögen, 1592; Sonnenuhr, um 1700 | Fotos hochladen                |
| Portal                                | Hauptstraße, an Nr. 32 Lage              | 1622            | Portal, bezeichnet 1622 | BW                             |
| Wohnhaus                              | Hauptstraße 61 Lage                      | 1903            | eineinhalbgeschossiger spätgründerzeitlicher villenartiger Klinkerbau, bezeichnet 1903 | BW                             |
| Kriegerdenkmal                        | Hauptstraße, Ecke Großstraße Lage        | nach 1920       | Kriegerdenkmal 1914/18, Sandstein-Obelisk, nach 1920 | BW                             |
| Gänsmühle                             | nordwestlich des Ortes an der Nahe Lage  | um 1860         | stattliches spätklassizistisches Wohnhaus mit Zwerchhaus und Kniestock, um 1860; Nebengebäude aus Backsteinen | Fotos hochladen                |